# Metropolregion Greater Boston

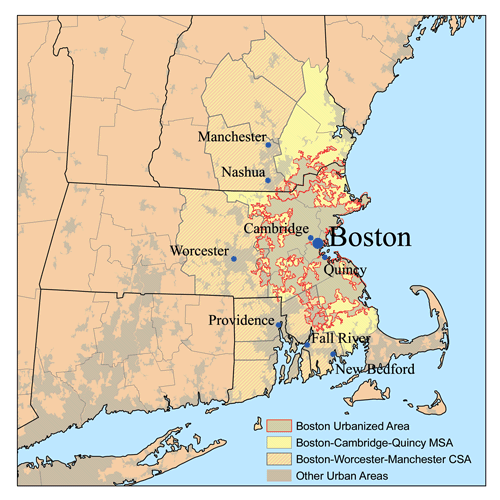
Karte der Region Greater Boston.

Die Region Boston–Cambridge–Newton (besser bekannt als Greater Boston) bezeichnet das Gebiet im Commonwealth of Massachusetts um die Stadt Boston im Bundesstaat Massachusetts in den Vereinigten Staaten. Der Begriff ist jedoch mehrdeutig und kann sich daher flächenmäßig auf ein beliebiges Areal zwischen den Größenordnungen der Metropolitan Statistical Area (MSA) und der Combined Statistical Area (CSA) von Boston beziehen, die auch die Metropolregionen von Providence in Rhode Island und Worcester in Massachusetts umfasst.
Im Gegensatz dazu ist der Begriff Metro Boston für den „inneren Kern“ um Boston herum reserviert, während Greater Boston üblicherweise mindestens die Regionen North Shore, South Shore und MetroWest sowie das Merrimack Valley umfasst.
In der Region Greater Boston lebten 2020 mehr als 4,9 Millionen Menschen, was sie auf Platz 10 der Liste der bevölkerungsreichsten MSA in den USA bringt. Auf die CSA bezogen lebten dort im selben Jahr mehr als 8,2 Millionen Menschen, was Rang 5 in der Liste der CSA bedeutet. Die Region beinhaltet viele Orte und Hinweise auf Persönlichkeiten der Geschichte der Vereinigten Staaten, insbesondere der Amerikanischen Revolution, der Bürgerrechte, der amerikanischen Literatur sowie der US-amerikanischen Politik. Greater Boston ist ein wesentliches Zentrum des US-amerikanischen Bildungswesens, der Finanzindustrie sowie des Tourismus und liegt in der Rangliste der Produktivität (gemessen in der Kennzahl Gross Metropolitan Product) weltweit auf Platz 12.

## Definitionen

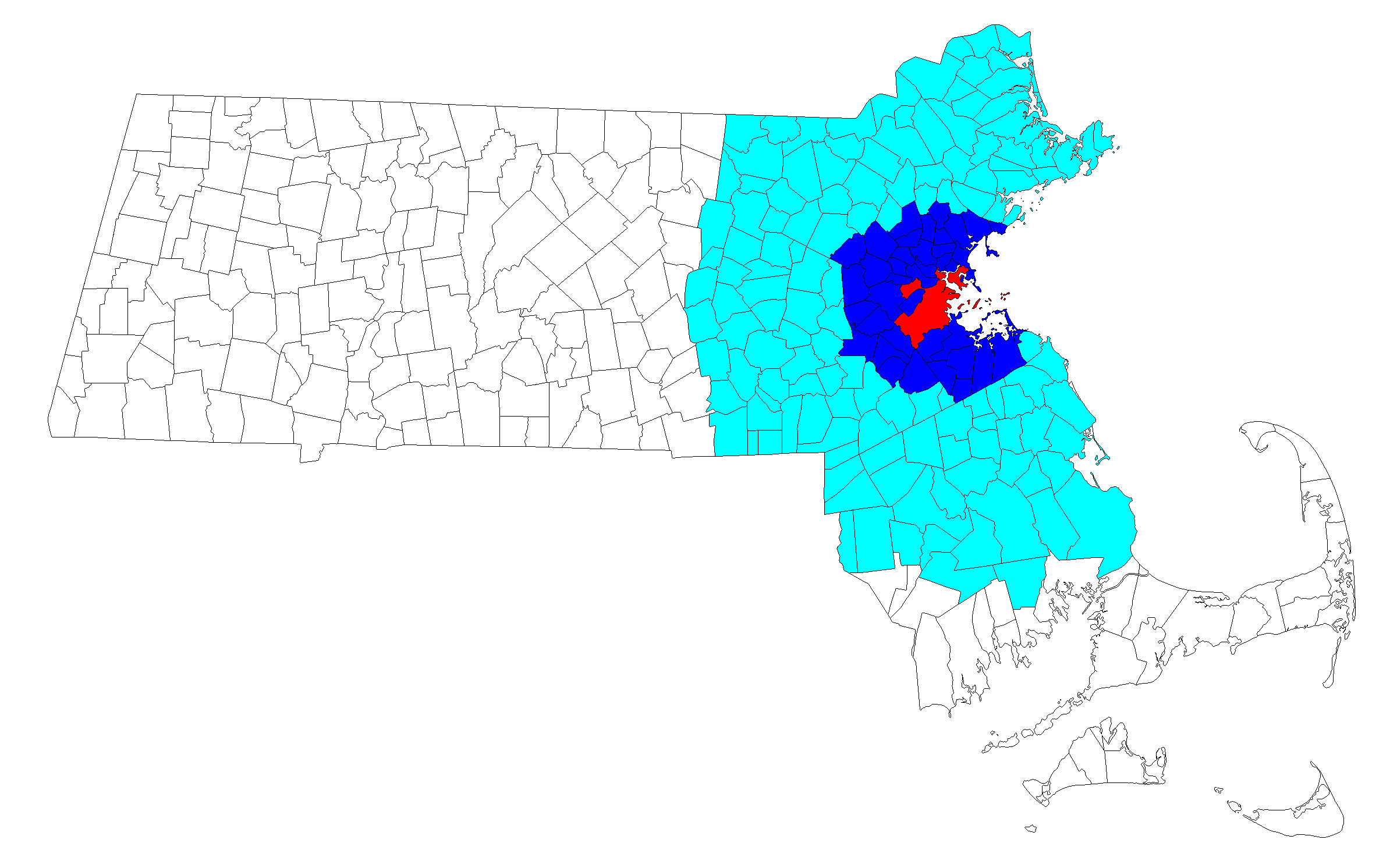
Das hellblaue Gebiet stellt die Metropolregion Greater Boston im Bundesstaat Massachusetts dar, die Region Metro Boston ist dunkelblau gefärbt und die Fläche der Stadt Boston ist rot eingezeichnet.

### Metropolitan Area Planning Council
Die am engsten gefasste Definition der Region Greater Boston stammt vom Metropolitan Area Planning Council (MAPC). Das MAPC ist eine regionale Planungsorganisation, die vom Massachusetts General Court geschaffen wurde, um die Verkehrsinfrastruktur und ökonomische Entwicklung in der Umgebung von Boston zu beaufsichtigen. Unter die Definition des MAPC fallen 101 Städte und Gemeinden, die in acht unterschiedliche Regionen gruppiert sind. Das Gebiet umfasst dabei den Großteil der Fläche innerhalb des die Region umfahrenden Highways I-495. Im MAPC-Gebiet lebten im Jahr 2000 ca. 3 Millionen Menschen auf einer Fläche von 1.422 mi² (3.682,96 km²), wovon 39 % aus Wald und weitere 11 % aus Wasser, Feuchtgebieten oder offenem Gelände bestehen.
Die acht Regionen und ihre jeweils wichtigste Stadt sind: Innerer Kern (Boston), Minuteman (Route 2), MetroWest (Framingham), North Shore (Peabody), North Suburban (Woburn), South Shore (Route 3), SouthWest (Franklin) sowie Three Rivers (Norwood).
Explizit durch das MAPC ausgeschlossen sind die Städte des Merrimack Valley Lowell, Lawrence und Haverhill, ein Großteil von Plymouth County sowie das gesamte Bristol County, da es für diese Orte und Gebiete ein eigenes Planungsbüro gibt.

### New England City and Town Area
Als Kern der Definition mit der Bezeichnung New England city and town area (NECTA) des United States Census Bureau dient die definierte United States urban area in der Umgebung von Boston. Die Städte im Kern des Gebiets sowie die Gemeinden in der Umgebung mit starken sozialen und ökonomischen Bindungen an den Kern wird als Boston-Cambridge-Quincy, MA-NH Metropolitan NECTA bezeichnet. Die Boston NECTA ist außerdem in verschiedene Divisionen untergliedert, die im Folgenden aufgeführt sind. Die NECTA-Divisionen Boston, Framingham und Peabody entsprechen grob dem MAPC-Gebiet. In der Boston NECTA lebten im Jahr 2000 etwa 4,5 Millionen Menschen.
| Bezeichnung                      | Typ der Division | Region           | Anzahl Gemeinden |
| -------------------------------- | ---------------- | ---------------- | ---------------- |
| Boston–Cambridge–Newton          | MA NECTA         |                  | 97               |
| Framingham                       | MA NECTA         |                  | 13               |
| Peabody                          | MA NECTA         |                  | 7                |
| Brockton-Bridgewater-Easton      | MA NECTA         | Old Colony       | 12               |
| Haverhill-North Andover-Amesbury | MA-NH NECTA      | Merrimack Valley | 25               |
| Lawrence-Methuen-Salem           | MA-NH NECTA      | Merrimack Valley | 3                |
| Lowell-Billerica-Chelmsford      | MA-NH NECTA      | Merrimack Valley | 9                |
| Nashua                           | MA-NH NECTA      |                  | 21               |
| Taunton-Norton-Raynham           | MA NECTA         | Southeastern     | 6                |

### Metropolitan Statistical Area
Für die alternative Definition der Boston–Cambridge–Newton, MA-NH Metropolitan Statistical Area (MSA) nutzt das Census Bureau die Grenzen von Counties anstelle von Städten und Gemeinden als Bausteine zur Beschreibung des Gebiets. Die MSA ist in vier Metropol-Divisionen unterteilt und wies 2020 etwa 4,9 Millionen Einwohner auf, womit sie die zehntgrößte in den Vereinigten Staaten war. Die Bestandteile der Region sind:
| Bezeichnung                                                  | Anzahl Einwohner (Stand: 2020) | County            | Bundesstaat   |
| ------------------------------------------------------------ | ------------------------------ | ----------------- | ------------- |
| Boston–Cambridge–Newton, MA-NH Metropolitan Statistical Area | 4.941.632                      |                   |               |
| Boston–Quincy, MA Metropolitan Division                      | 2.054.736                      | Norfolk County    | Massachusetts |
| Boston–Quincy, MA Metropolitan Division                      | 2.054.736                      | Plymouth County   | Massachusetts |
| Boston–Quincy, MA Metropolitan Division                      | 2.054.736                      | Suffolk County    | Massachusetts |
| Cambridge–Newton–Framingham, MA Metropolitan Division        | 1.632.002                      | Middlesex County  | Massachusetts |
| Essex County, MA Metropolitan Division                       | 809.829                        | Essex County      | Massachusetts |
| Rockingham County–Strafford County, NH Metropolitan Division | 445.065                        | Rockingham County | New Hampshire |
| Rockingham County–Strafford County, NH Metropolitan Division | 445.065                        | Strafford County  | New Hampshire |

### Combined Statistical Area
Eine eher funktionelle Definition basierend auf dem Verhalten von Pendlern ist die Boston–Worcester–Manchester, MA-RI-NH Combined Statistical Area (CSA) des United States Census Bureau. Dieses Gebiet umfasst zusätzlich zum Großraum Boston die Metropolregionen von Manchester in New Hampshire, Worcester in Massachusetts und Providence in Rhode Island. Im Jahr 2020 lebten in der CSA insgesamt ca. 8,2 Millionen Menschen. Die folgenden Gebiete zählen in Addition zur zuvor beschriebenen MSA zur Combined Statistical Area:
| Bezeichnung                                             | Anzahl Einwohner (Stand: 2020) | County                           | Bundesstaat                |
| ------------------------------------------------------- | ------------------------------ | -------------------------------- | -------------------------- |
| Worcester, MA-CT Metropolitan Statistical Area          | 978.529                        | Worcester County, Windham County | Massachusetts, Connecticut |
| Providence–Warwick, RI-MA Metropolitan Statistical Area | 1.676.579                      | Bristol County                   | Massachusetts, Connecticut |
| Providence–Warwick, RI-MA Metropolitan Statistical Area | 1.676.579                      | Bristol County                   | Rhode Island               |
| Providence–Warwick, RI-MA Metropolitan Statistical Area | 1.676.579                      | Kent County                      | Rhode Island               |
| Providence–Warwick, RI-MA Metropolitan Statistical Area | 1.676.579                      | Newport County                   | Rhode Island               |
| Providence–Warwick, RI-MA Metropolitan Statistical Area | 1.676.579                      | Providence County                | Rhode Island               |
| Providence–Warwick, RI-MA Metropolitan Statistical Area | 1.676.579                      | Washington County                | Rhode Island               |
| Concord, NH Micropolitan Statistical Area               | 153.808                        | Merrimack County                 | New Hampshire              |
| Laconia, NH Micropolitan Statistical Area               | 63.705                         | Belknap County                   | New Hampshire              |
| Manchester-Nashua, NH Metropolitan Statistical Area     | 422.937                        | Hillsborough County              | New Hampshire              |

## Ausgewählte Statistiken
In der Region Greater Boston gibt es eine große jüdische Gemeinschaft mit geschätzten 210.000 bzw. 261.000 Mitgliedern. Rechnerisch sind folglich 5 bis 6 % der Einwohner der Region Juden, der Durchschnitt der USA beträgt 2 %.
Boston selbst weist mit einem Anteil von 12,3 % eine der größten LGBT-Raten pro Kopf auf und belegt hinter San Francisco, Seattle, Atlanta und Minneapolis Rang 5 im Vergleich aller Großstädte in den USA.